# Перекоп (учебный корабль)
Учебный корабль «Перекоп» — учебный корабль проекта 887. Входит в состав Балтийского флота ВМФ России.

## История
Корабль построен по проекту 887 («Смольный»), спущен на воду на Щецинской судоверфи в Польше 11 декабря 1976 года для ВМФ СССР, оснащён современным радиотехническим и навигационным оборудованием, имеет боевое вооружение. Для обучения предусмотрены прокладочные классы, а также учебные аудитории, астрономическая палуба, шестивесельные ялы, отсек борьбы за живучесть корабля.

## Служба
Свой первый поход вокруг Европы корабль совершил в 1979 году.
С июня по август 2008 года выполнил дальний учебный морской поход вокруг Европы.
1 марта 2018 года убыл в учебный поход с участием курсантов Военно-морского института — Морского корпуса Петра Великого. За время похода корабль побывал на четырёх океанах и впервые за свою историю прошёл Северным морским путём. Прошёл почти 22 тыс. морских миль, совершил восемь деловых заходов в иностранные и российские порты и участвовал в международных учениях в Тихом океане. Пункт прибытия — Владивосток.
В 2018 году корабль впервые принял участие в III международных военно-морских учениях «Комодо-2018» в Индонезии. «Перекоп» в составе тактической группы отрабатывал вопросы гуманитарной помощи, устранения последствий катастроф и стихийных бедствий.
С 5 июля 2019 года совершил дальний штурманский поход через четыре океана и по Северному морскому пути, оставив за кормой более 20 тысяч морских миль. 9-10 сентября швартовался к причалу Морского-речного вокзала Архангельского порта.
20 июня 2023 г. учебный корабль ВМФ России «Перекоп» начал дальний поход с выходом из Кронштадта через Атлантический океан и Карибское море с прохождением канала Ла-Манш.
Чтобы обеспечить морской практикой курсантов военно-морских вузов, корабль посетит ряд стран Карибского бассейна, а также Южной Америки и Африки. Возвращение его в основной пункт базирования планируется в сентябре.

## Командир
- капитан 3 ранга (2024 — по н.в.)